# 余欽
余钦（？—？），唐朝經學家、儒学学者。

## 生平
余钦原为太学助教。唐玄宗改集仙殿丽正书院为集贤院，张说知院事，徐坚为副，礼部侍郎贺知章、中书舍人陆坚为学士，国子博士康子元为侍讲学士，考功员外郎赵冬曦、监察御史咸廙业、门下省的左补阙韦述、李子钊、陆去泰、吕向、拾遗毋煚、太学助教余钦、四门学博士赵玄默为直学士。
唐玄宗想要续写王俭《七志》。命马怀素为秘书监。余钦参与分部撰次。张说主持修纂《初学记》三十卷，以教诸王，徐坚、韦述、余钦、施敬本、张烜、李锐、孙季良等分撰开元九年（721年）十一月，学士鄠县尉毋煚、栎阳尉韦述、曹州司法参军殷践猷、太学助教余钦、王惬、刘彦直、王湾、王仲丘等分部修检，元行冲进上《群书四录》二百卷。开元十年（722年），起居舍人陆坚被诏集贤院脩《唐六典》，玄宗手写六条：理典、教典、礼典、政典、刑典、事典。张说知院，委任徐坚，经过一年无规制，于是命毋煚、余钦、咸廙业、孙季良、韦述参撰。于是以《周礼》六官作为格式。开元二十六年（738年）书成。余钦的赞语“文章两瞻，才术兼美。思在穷经，专学旧史。”